# Aurinkomatkat
Oy Aurinkomatkat – Suntours Ltd Ab est un voyagiste basé a Helsinki en Finlande.

## Présentation
La société est une filiale du groupe Finnair.
C'est le plus grand voyagiste à forfait en Finlande.
Aurinkomatkat-Suntours vend des voyages à forfait, mais aussi des vols avec hôtels, des voyages personnalisés, des vacances actives, des visites thématiques et des croisières.
En 2018, Aurinkomatkat-Suntours a géré 237000 vacanciers, ce qui représente 27% des voyages à forfait en Finlande. En 2018, Aurinkomatkat-Suntours employait 172 personnes, dont 70 travaillaient à l'étranger. Le chiffre d'affaires net d'Aurinkomatkat en 2018 était de 212 millions d'euros.